# Anna Wallén
Anna Wallén (1980) é uma política do Partido Social-Democrata da Suécia.
Ela foi eleita membro do Riksdag e serviu entre 2010 e 2018, em representação do círculo eleitoral do condado de Västmanland pelos sociais-democratas.